# دریاچه آسمان
دریاچه آسمان (انگلیسی: Heaven Lake) یا دریاچه تیانچی (چینی: 天池) یا دریاچه تامون اومو (منچویی)، همچنین دریاچه چانجی (کره‌ای: هانگول: 천지, هانجا: 天池)، یک دریاچه دهانه آتشفشانی بر فراز کوه پکتو است. این دریاچه‌ در مرز بین چین و کره‌شمالی واقع شده‌است و تقریباً به طور مساوی بین دو کشور تقسیم شده‌است. این دریاچه توسط دفتر رکوردهای جهانی گینس شانگهای به عنوان مرتفع‌ترین دریاچه آتشفشانی جهان شناخته شده.